# Etsuko Niki

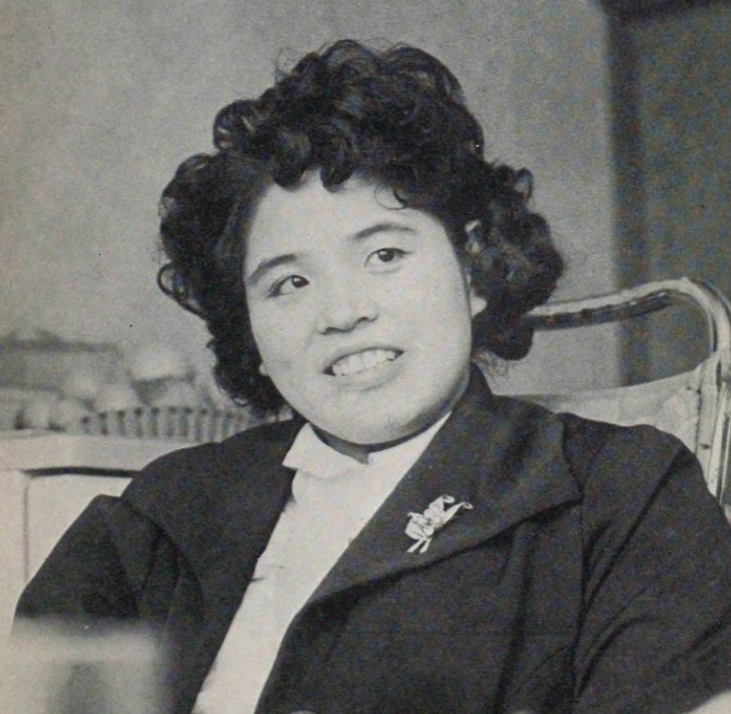
Etsuko Niki

Etsuko Niki (japanisch 仁木 悦子, Niki Etsuko; geboren 7. März 1928 in Tokio; gestorben 23. November 1986) war eine japanische Kriminalschriftstellerin.

## Leben und Wirken
Etsuko Niki erkrenkte als Kleinkind an Karies und wurde zu Hause unterrichtet. Zunächst schrieb sie Kindergeschichten, dann wurde 1957 wurde ihre erste Kriminalgeschichte „Neko wa shitte ita“ (猫は知っていた) – „Die Katze wußte es“ mit dem 3. Edogawa-Rampo-Preis ausgezeichnet. Damit trat sie als ernsthafte Autorin ins Rampenlicht. Seitdem hat sie unter anderem „House in the Woods“ (林の中の家) – „Das Haus im Wald“ 1959, „Satsujin haisen-zu“ (殺人配線図) – „Schaltplan für einen Mord“ 1960 veröffentlicht. Ihr letzter Roman war „Yō no kageru machi“ (陽の翳る街) – „Stadt im Sonnenschein“ 1982.
Charakteristisch für Niki ist der Agatha-Christie-ähnliche Stil, dem sie aber mehr Schärfe gab. Sie erhielt 1981 den „Japan Mystery Writers Association Award“ (日本推理作家協会賞, Nihon suiri sakka kyōkai-shō) für die Kurzgeschichte „Akai Neko“ (赤い猫) – „Die rote Katze“. Eine weitere bekannte Kurzgeschichte ist (粘土の犬) – „Ein Hund aus Ton“ 1957. 
Niki starb in Folge einer Erkrankung mit 58 Jahren.